# Rhynchoribates amazonicus
Rhynchoribates amazonicus är en kvalsterart som beskrevs av Woas 1986. Rhynchoribates amazonicus ingår i släktet Rhynchoribates och familjen Rhynchoribatidae. Inga underarter finns listade i Catalogue of Life.